# Station Tołkiny
Station Tołkiny is een spoorwegstation in de Poolse plaats Tołkiny.